# Gubböle
Gubböle är en småort i Umeå kommun i Västerbottens län, vid E12 18 kilometer från Umeå i riktning mot Vännäs.

## Historia
Åren 1853–54 gjordes den första skiftesdelningen efter att den första nybyggaren flyttade till Gubböle från Strand i mitten av 1700-talet. I Gubböle fanns i början på 1900-talet flera kvarnar och sågverk, men idag finns ingenting kvar av detta. 

## Idrott
Tillsammans med den intilliggande byn Brattby finns Brattby-Gubböle IF (BGIF), som bland annat har Umeås längsta privatägda elljusspår, isbana/fotbollsplan, ridbana och en släplift vintertid i Sommarbacken.